# Utricularia panamensis
Utricularia panamensis este o specie de plante carnivore din genul Utricularia, familia Lentibulariaceae, ordinul Lamiales, descrisă de Steyermark și Peter Geoffrey Taylor. Conform Catalogue of Life specia Utricularia panamensis nu are subspecii cunoscute.